# Cliff Jones (cầu thủ bóng đá người Anh)
Clifford Jones là một cầu thủ bóng đá người Anh thi đấu ở vị trí hậu vệ biên.